# Confine tra Kazakistan e Turkmenistan
Il confine tra il Kazakistan e il Turkmenistan descrive la linea di demarcazione tra questi due stati. Ha una lunghezza di 413 km ed è il più breve di entrambi i Paesi. Il confine inizia dal Mar Caspio e termina alla triplice frontiera con l'Uzbekistan.

## Descrizione
Il confine terrestre inizia sulla sponda orientale del Mar Caspio a Capo Sue, appena a nord della città turkmena di Garabogaz, e traccia un arco parallelo al lago Kara-Bogaz-Gol, prima di divenire più irregolare per un breve tratto nei pressi di alcuni rilievi attorno all'altopiano di Ustyurt: la demarcazione termina alla triplice frontiera con lo Stato uzbeko.

## Storia
La Russia aveva conquistato l'Asia centrale nel XIX secolo annettendo i Khanati precedentemente indipendenti di Kokand, Khiva e l'Emirato di Bukhara. Dopo che i comunisti assunsero il potere nel 1917 e crearono l'Unione Sovietica, fu deciso di separare l'Asia centrale in repubbliche su base etnica in un processo noto come processi di delimitazione dei territori nazionali. Tale operazione rientrava nella teoria secondo cui il nazionalismo costituiva un tassello necessario per una società di stampo marxista: d'altronde, Stalin intendeva realizzare una nazione definibile come «una stabile comunità di persone ripartita su basi storiche, oltre che sulla base di lingue comuni, territori di appartenenza, scambi economici e studi antropologici volti ad identificare le tracce di una cultura comune [per ogni territorio]».
Il processo messo in atto è comunemente descritto come nient'altro che una semplice applicazione del divide et impera, un furbo tentativo messo in atto da Stalin per preservare molti poteri in mano a Mosca, identificando confini tracciati minuziosamente sulla scia delle minoranze all'interno ogni stato. Sebbene nel concreto i sovietici fossero preoccupati per la possibilità di dover fronteggiare movimenti pan-turkistici come accadde già caso della rivolta dei basmachi degli anni '20, essi presentarono più volte un quadro politico molto più sereno di quanto potesse apparire in concreto.
I russi miravano a creare repubbliche etnicamente omogenee: tuttavia, tale operazione risultò molto dura in diverse aree culturalmente miste (ad esempio la valle di Fergana) e spesso si giunse a compromessi su alcuni gruppi sociali (ad esempio il popolo Sart, per metà tagiko e per metà uzbeko e alcune comunità turkmene ed uzbeke situate lungo l'Amu Darya). L'intellighenzia locale discusse fortemente (e in molti casi fomentato oltremodo) la problematica sulle demarcazioni, costringendo spesso i sovietici a ridiscuterle: la risoluzione delle controversie era resa meno facile per via della mancanza di conoscenze accurate e dalla scarsità di dati etnografici accurati o aggiornati sulle regioni. Non andrebbe poi dimenticato che la divisione tra i territori non si limitava alla sfera sociale, in quanto volta altresì a favorire scambi economici, allo sviluppo di politiche agricole e al potenziamento delle infrastrutture locali che risultavano propositi slegati dal discorso etnico. Il tentativo di bilanciare questi interessi contrapposti tra Mosca e realtà locali si rivelò estremamente difficile e in alcuni casi impossibile (soprattutto nelle aree più remote), apportando come risultato la creazione di confini talvolta assai contorti, enclavi multiple e l'inevitabile creazione di grandi minoranze che hanno finito per vivere nella repubblica "sbagliata". Va inoltre sottolineato che i sovietici non hanno mai voluto che queste frontiere diventassero frontiere internazionali come lo sono oggi.

Asia centrale sovietica nel 1922 prima della delimitazione nazionale

La delimitazione dell'area su basi etniche era stata proposta già nel 1920. A quel tempo l'Asia centrale era composta da due Autonome Repubbliche socialiste sovietiche (ASSR) all'interno della RSFS Russa: la RSSA Turkestana, creata nell'aprile 1918 e che occupa gran parte di ciò che oggi è identificabile con il Kazakistan meridionale, l'Uzbekistan e il Tagikistan, nonché il Turkmenistan) e la Repubblica Socialista Sovietica Autonoma Kirghisa (RSSA Kirghiz e RSSA del Kirghizistan sulla mappa), che fu istituita il 26 agosto 1920 nel territorio all'incirca corrispondente alla parte settentrionale dell'odierno Kazakistan (a quel tempo i kazaki erano indicati come "Kirghizi", mentre i kirghizi erano considerati una minoranza kazaka e indicati come "Kara-Kirghizi", ovvero "Kirghizi-Neri" che abitano sulle montagne). Vi furono anche due "repubbliche" successive dell'Emirato di Bukhara e il Khanato di Khiva, convertite nella Repubblica Sovietica Popolare di Bukhara e di Corasmia in seguito all'acquisizione da parte dell'Armata Rossa nel 1920.
Il 25 febbraio 1924, il Politburo e il Comitato Centrale del PCUS annunciarono che avrebbero proceduto ad avviare la definizione dei confini in Asia centrale. Il processo doveva essere supervisionato da un comitato speciale dell'Ufficio dell'Asia centrale, con tre sottocomitati per ognuna di quelle che erano ritenute le principali comunità della regione (kazaki, turcomanni e uzbeki), allo scopo di agire quanto più celermente possibile. Nonostante i progetti iniziali di preservare la sussistenza della Corasmia e della Bukhara, alla fine si optò di dividerle nell'aprile 1924. Non mancarono vibranti proteste dei partiti comunisti locali (quello della Corasmia, in particolare, chiese di poter partecipare alla votazione che si sarebbe tenuta per decidere sullo scioglimento dello Stato nel luglio del medesimo anno).
La creazione del Turkmenistan fu rallentata dalla fragile identità che il popolo turkmeno aveva (o meglio, non) costruito. Molti cittadini si identificavano infatti in primis nel proprio gruppo etnico piuttosto che come turcomanni. Ciononostante, il partito comunista turkmeno si impegnò a fondo per la creazione di una RSS Turkmena unita, argomentando a supporto della propria tesi la relativa omogeneità della popolazione.
La principale controversia sorta tra kazaki e turkmeni riguardò la penisola di Mangyshlak, abitata per decenni da popolazioni nomadi di entrambe le etnie talvolta protagoniste anche di scontri. Fu deciso di includere l'area all'interno della RSSA Kazaka (RSS Kazaka dal 1936) e oggi la regione di Mangghystau appartiene al Kazakistan. La RSS Turkmena fu ufficialmente istituita nel 1924.

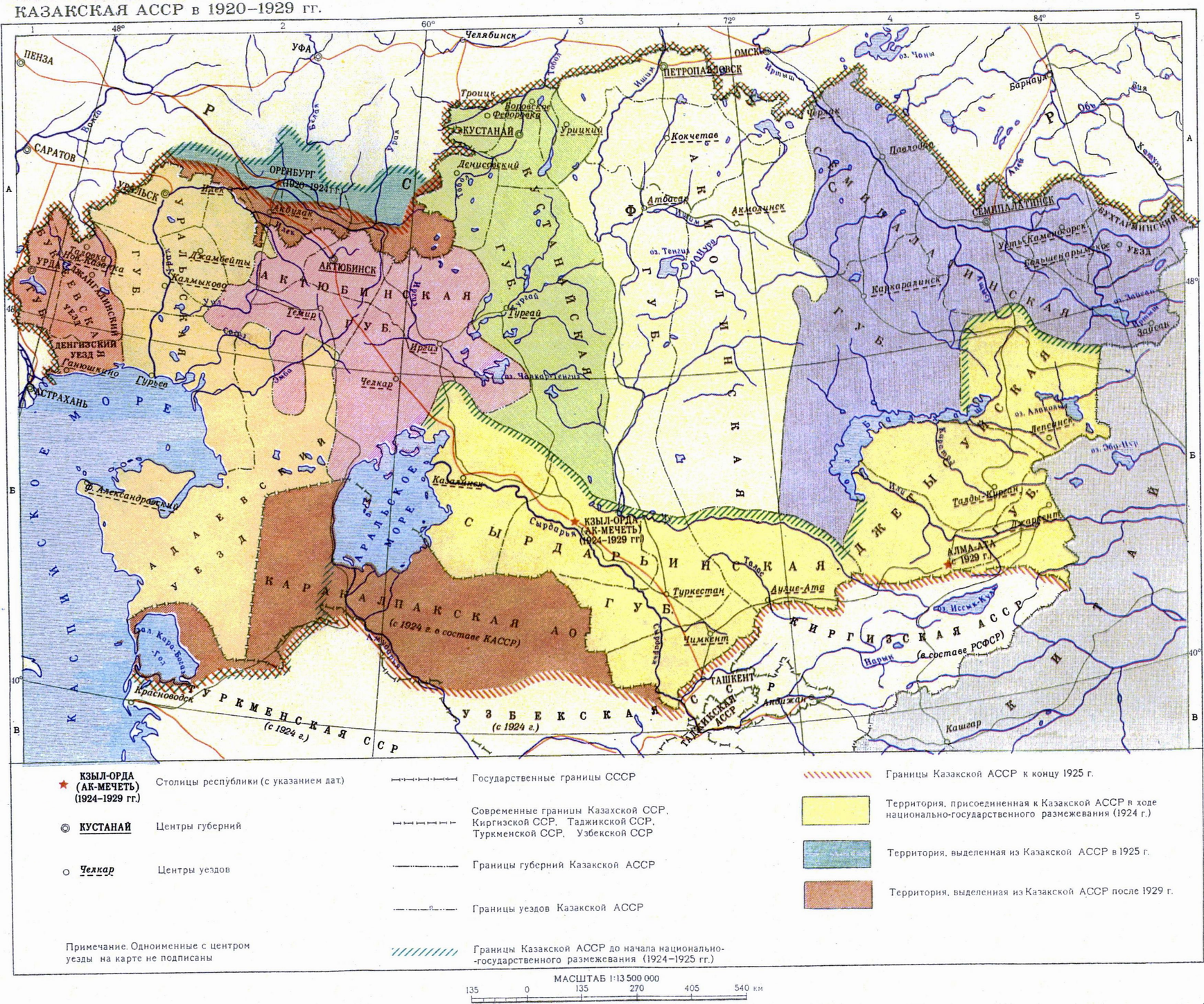
La RSSA Kazaka come raffigurata in una mappa russa del 1938, che mostra il confine che passa a sud del lago

Il confine tra Kazakistan e Turkmenistan originariamente seguiva una linea retta a ovest della triplice frontiera con gli uzbeki, attraversando dapprima il lago Kara-Bogaz-Gol e poi una stretta insenatura dello stesso fino al Mar Caspio. In alcune cartine il confine è invece tracciato parallelamente alla costa meridionale, risultando così in mano al Kazakistan l'intero lago. Nel 1932 le autorità sovietiche decisero di spostare il limite verso nord cosicché l'intero lago potesse risultare all'interno della RSS Turkmena. L'obiettivo era quello di favorire lo sviluppo industriale del Turkmenistan consentendo alla popolazione di sfruttare i ricchi depositi di sale del lago. Il confine originariamente si estendeva anche più a est durante il periodo 1924-1930, periodo in cui il molto più esteso Karakalpakstan faceva parte della RSSA Kazaka.
Il confine divenne una frontiera internazionale nel 1991, in seguito alla dissoluzione dell'Unione Sovietica e all'indipendenza dichiarata dalle varie repubbliche costituenti. Il Kazakistan e il Turkmenistan hanno dibattuto sulla frontiera nel biennio 2000-2001, culminato con la stipula di un primo trattato di delimitazione il 5 luglio 2001. Il confine è stato completamente delimitato sul terreno tra il 2003 e il 2005.
Nel 2013 è stata aperta una nuova ferrovia transfrontaliera dai presidenti Gurbanguly Berdimuhamedow del Turkmenistan e Nursultan Nazarbaev del Kazakistan.

## Valichi di frontiera

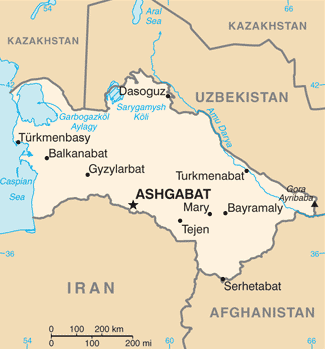
Mappa che mostra il Turkmenistan con il Kazakistan a nord-ovest

- Zhanaozen (KAZ) - Garabogaz (TKM) (stradale)
- Bolashak (KAZ) – Serhetýaka (TKM) (ferroviario)

## Insediamenti nei pressi del confine

### Turkmenistan
- Garabogaz (nota ufficialmente come Bekdaş)